# مسیهات مهد الهیل
مسیهات مهد الهیل یک منطقهٔ مسکونی در عربستان سعودی است که در استان مکه واقع شده‌است.